# The Italian Barber
The Italian Barber è un cortometraggio muto del 1911 diretto da David W. Griffith.

## Trama
Il baffuto barbiere Tony si fidanza con Alice, la giornalaia, salvo poi scoprire di preferirle la sorella Florence, appena arrivata in città col compagno e collega – entrambi sono artisti di vaudeville – Mack. Il disappunto coglie evidentemente Alice, che medita addirittura il suicidio, ma alla fine trova consolazione in Mack. Al ballo dei barbieri i componenti delle due coppie di recente formazione appaiono soddisfatti. 

## Produzione
Prodotto dalla Biograph Company, il film fu girato a Fort Lee nel New Jersey.

## Distribuzione
Il film fu distribuito dalla General Film Company e uscì nelle sale il 9 gennaio 1911. Copia del film (duplicato di un negativo a 35 mm) viene conservata al Mary Pickford Institute for Film Education film collection.